# Афитос
Афитос (грч. Άφυτος) је приморско насељено место у општини Касандра у периферији Средишња Македонија, Грчка. Према попису из 2021. године било је 1.178 становника.
Према бугарском географу и историчару, Василу Канчову, у Афитосу је 1900. године живело 350 Грка. Село се раније звало Атитос.